# Svend Andersen (atlet)
 Der er flere personer med dette navn, se Svend Andersen.
Svend Andersen (født 1939) er en tidligere dansk atlet. Han var medlem af Københavns IF.

## Danske mesterskaber
- Sølv Højdespring 1,80 (1959)

## Personlige rekord
- Højdespring: 1,88 (Frederiksberg Stadion 24. september 1961)
- 110 meter hæk: 17,2 (1957)
- Spydkast: 59,52 (1958)